# You Xie
You Xie (chinês: 謝盛友) (nascido em 1 de outubro de 1958 em Hainan, China) é um político alemão, candidato às eleições para o Parlamento Europeu de 2019, jornalista e autor de origem chinesa.
Quando You Xie nasceu, houve uma grande fome na China. Ele cresceu durante a Revolução Cultural e, portanto, não podia frequentar a escola, mas teve que trabalhar no campo. De 1979 a 1983, ele estudou alemão e inglês na Sun Yat-sen University em Guangzhou. Após a graduação (B.A.), ele trabalhou como intérprete para a VW em Xangai.
Em 1988, ele foi estudar língua e literatura alemãs, jornalismo e etnologia europeia na Universidade Otto-Friedrich em Bamberg, Alemanha. Em 1993, ele se formou com uma tese sobre a política de imprensa do Partido Comunista da China. De 1993 a 1996, ele estudou direito na Friedrich-Alexander-University em Erlangen-Nuremberg.
Em 1989, Xie era presidente da Associação de estudantes e acadêmicos chineses na Alemanha e.V. Em 1999, ele fundou o jornal chinês "European Chinese News", que apareceu até 2011. Desde 2006, You Xie é editor da revista cristã "Overseas Campus". Em 2010, You Xie foi selecionado entre os "100 melhores intelectuais públicos chineses" pelo jornal chinês Southern Weekly. Em 20 de abril de 2013, os membros da União Social Cristã (CSU) em Bamberg selecionaram Xie para o conselho do condado. Ele obteve 141 de 220 votos, o melhor resultado de todos os membros do conselho do condado. Em 2014, Xie foi eleito para a Câmara Municipal de Bamberg com a maioria dos votos de todos os candidatos da CSU.
Xie é vice-presidente da Associação de escritores de língua chinesa na Europa e mora com sua esposa Shenhua Xie Zhang em Bamberg, onde administra a lanchonete China Fan. Ele é cidadão alemão desde 2010.

A vida de Xie foi descrita em várias publicações: o jornal Süddeutsche Zeitung (2001), o jornal Frankfurter Allgemeine Zeitung (2009), o livro Bavaria - land in the heart of Europe (2015), [8] o livro Bamberg - Portrait of a cidade (Gmeiner-Verlag, 2017), o jornal The Huffington Post (2018, em alemão). 